# Леміса (Техас)
Леміса (англ. Lamesa) — місто (англ. city) в США, в окрузі Доусон штату Техас. Населення — 8674 особи (2020).

## Географія
Леміса розташована за координатами 32°43′59″ пн. ш. 101°57′18″ зх. д. / 32.73306° пн. ш. 101.95500° зх. д. (32.733083, -101.955001).  За даними Бюро перепису населення США в 2010 році місто мало площу 12,98 км², з яких 12,90 км² — суходіл та 0,08 км² — водойми.

## Демографія
Згідно з переписом 2010 року, у місті мешкали 9422 особи в 3549 домогосподарствах у складі 2460 родин. Густота населення становила 726 осіб/км².  Було 4170 помешкань (321/км²).
Расовий склад населення:
| - 80,6 % — білих - 4,6 % — чорних або афроамериканців - 0,7 % — корінних американців - 0,4 % — азіатів - 0,1 % — вихідців з тихоокеанських островів - 11,3 % — осіб інших рас |

До двох чи більше рас належало 2,3 %. Частка іспаномовних становила 58,7 % від усіх жителів.
За віковим діапазоном населення розподілялося таким чином: 29,1 % — особи молодші 18 років, 54,6 % — особи у віці 18—64 років, 16,3 % — особи у віці 65 років та старші. Медіана віку мешканця становила 35,9 року. На 100 осіб жіночої статі у місті припадало 93,9 чоловіків;  на 100 жінок у віці від 18 років та старших — 86,5 чоловіків також старших 18 років.
Середній дохід на одне домашнє господарство  становив 59 537 доларів США (медіана — 40 757), а середній дохід на одну сім'ю — 65 186 доларів (медіана — 50 882). Медіана доходів становила 43 448 доларів для чоловіків та 26 720 доларів для жінок. За межею бідності перебувало 17,0 % осіб, у тому числі 17,5 % дітей у віці до 18 років та 19,0 % осіб у віці 65 років та старших.
Цивільне працевлаштоване населення становило 3830 осіб. Основні галузі зайнятості: освіта, охорона здоров'я та соціальна допомога — 21,0 %, роздрібна торгівля — 12,0 %, публічна адміністрація — 11,7 %, сільське господарство, лісництво, риболовля — 11,4 %.

## Персоналії
- Стів Пірс — член Палати представників США, республіканець